# Melchor de Mencos
Melchor de Mencos – miasto w północnej części Gwatemali w departamencie Petén, leżące w odległości 92 km na wschód od stolicy departamentu i na granicy państwowej z Belize, nad rzeką Río Mopán. Jest siedzibą władz gminy o tej samej nazwie, która w 2012 roku liczyła 21 821 mieszkańców. Gmina jak na warunki Gwatemali jest bardzo duża, a jej powierzchnia obejmuje 2098 km².